# Kilungius
Genre
Kilungius est un genre d'opilions laniatores de la famille des Epedanidae.

## Distribution
Les espèces de ce genre se rencontrent en Asie de l'Est.

## Liste des espèces
Selon World Catalogue of Opiliones (30/06/2021) :
- Kilungius bimaculatus Roewer, 1915
- Kilungius insulanus (Hirst, 1911)

## Publication originale
- Roewer, 1915 : « 106 neue Opilioniden. » Archiv für Naturgeschichte, vol. 81, no 3, p. 1–152 (texte intégral).